# Торчинов Євген Олексійович
Торчи́нов Євге́н Олексі́йович (рос. Торчинов Евгений Алексеевич, 22 серпня 1956 — 12 липня 2003) — російський учений, релігієзнавець, синолог, буддолог, історик філософії та культури Китаю.

## Біографія
Народився 22 серпня 1956 в місті Орджонікідзе (тепер Владикавказ), СРСР. В дитинстві переїхав до Саратова. 
1973 року закінчив середню школу № 67 и поступив на кафедру китайської філології східного факультету Ленінградського державного університету. 
1978 року поступив до аспірантури Державного музею історії релігії та атеїзму. Протягом 1981—1984 років працював науковим співробітником цього же музею. 
В 1984 — 1994 роках працював у Ленінградському відділенні Інституту сходознавства АН СРСР. 
1994 року захистив докторську дисертацію на тему «Даосизм. Досвід історично-релігієзнавчого опису». 
1998 року завідував кафедрою філософії релігії і релігієзнавства філософського факультету Санкт-Петербурзького державного університету. 
1999 року очолив кафедру філософії і культурології Сходу того ж факультету. 
2002 року став лауреатом премії Санкт-петербурзького філософського товариства «Друга навігація» в номінації «Підручник з філософських наук» за роботу «Введення в буддологію. Курс лекцій». 
12 липня 2003 року помер в Москві, у 46-річному віці. З 2004 року, на честь вченого, в Санкт-Петербурзькому університеті щорічно проводяться сходознавчі конференції «Торчиновські читання».

## Праці
- Буддизм в Китае // Буддизм. Каноны. История. Искусство. М., Дизайн. Информация. Картография, 2006 г. ISBN 5-287-00373-0, ISBN 5-287-00033-2.
- Беззаботное скитание в мире сокровенного и таинственного: Мартин Хайдеггер и даосизм // Религия и традиционная культура. Сборник научных трудов. СПб., 2000, с.74-90.
- Введение в буддологию. Курс лекций. СПб., Петербургское философское общество, 2000. — 304 с.
- Гэ Хун. Баопу-цзы. Эзотерическая часть. Перев., предисл., коммент. СПб.: Центр «Петербургское востоковедение», 1999.
- Даосизм и китайская культура: проблема взаимодействия // Народы Азии и Африки, 1982, № 2, с. 155—168.
- Даосизм. Опыт историко-религиоведческого описания. СПб.: Андреев и сыновья, 1993 (2-е дополненное издание: СПб.: Лань, 1998).
- Даосско-буддийское взаимодействие (теоретико-методологические проблемы исследования) // Народы Азии и Африки, 1988, № 2, с. 45-54.
- Доктрина происхождения зла в лурианской и саббатианской Каббале и в буддийском «Трактате о Пробуждении веры в Махаяну»// Kabbalah: Journal for the Study of Jewish Mystical Texts. Ed. by D. Abrahams and A. Elqayam. Vol. 5, 2000, p. 183—198.
- Пути философии Востока и Запада: Познание запредельного. СПб: «Азбука-классика», «Петербургское востоковедение», 2005. — 480 с.
- Пятый Чаньский Патриарх Хун-жэнь. Трактат об основах совершенствования сознания (Сю синь яо лунь). СПб.: Дацан Гунзэчойнэй, 1994.
- Религии мира. Опыт запредельного (трансперсональные состояния и психотехника). СПб.: Центр «Петербургское востоковедение», 1997.
- Трактат Гэ Хуна и «искусство внутренних покоев» // Петербургское Востоковедение. Вып. 4. СПб., 1993.
- Трактат о пробуждении веры в Махаяну (Махаяна шраддхотпада шастра). СПб.: Издательство Буковского, 1997.
- Чжан Бо-дуань. Главы о прозрении истины (У чжэнь пянь). Предисловие, перевод, комментарии. СПб.: Центр «Петербургское востоковедение», 1994.
- Этика и ритуал в религиозном даосизме // Этика и ритуал в традиционном Китае: М.: Наука, 1988, с. 202—235.